# 미스키토어

지리적 분포

미스키토어(Miskito)는 니카라과 북동부(특히 북카리브 자치구)와 온두라스 북부의 해안 지역(미스키토 해안)에 걸쳐 사는 미스키토족이 사용하는 언어로, 미수말파어족에 속한다. 화자 수는 약 15만 명으로 니카라과와 온두라스에 분포하는 수모어, 마타갈파어 등과 함께 소규모 어족인 미수말파어족을 이룬다. 역사적 이유로 영어 등 게르만 언어에서 차용한 단어가 많으며, 이 지역의 공용어임에도 불구하고 스페인어의 영향력은 역사가 짧아 피상적이다.

## 같이 보기
- 미스키토 해안 크리올